# Гривно (станція)
Гри́вно (рос. Гривно) — залізнична станція Курського напрямку Московсько-Курського відділення Московської залізниці у місті Климовську Московської області Росії. До 1904 року називалась Климовка.

## Історія
У середині ХІХ століття у селі Гривно, яке згодом увійшло до складу Климовська, було 7 будинків, у яких мешкав 41 осіб. Виникнення і розвиток Климовська тісно пов'язано з історією машинобудівного заводу. Завдяки прокладеній поруч Московсько-Курській залізниці дозволило почати тут в 1882 році будівництво заводу для виробництва запасних деталей для ткацьких верстатів. Разом із заводом виникла станція Гривно. На станцію Гривно поступало протягом року до 1 млн тонн різноманітних вантажів, передусім металу, вугілля, лісу. Також звідси відправлялась і заводська продукція. Залізнична станція, територія заводу та міста неодноразово зазнавала бомбардувань. 1955 року на станції було збудовано пішохідний міст через залізницю

## Назва
У книзі «Вказівник поселень і мешканців повітів Московської губернії», яка була видана у Москві в 1852 році, село згадується під назвою Гривино. Також зустрічається назва Гравино У «У статистично-економічному нарисі Подольської волості» (Москва, 1924) значиться населений пункт Гривна який знаходиться на відстані двох верст від станції Гривна. Спільним для всіх варіантів назв є «грив». У словнику народних географічних термінів Е. Мурзаєва (Москва, «Мысль», 1984 р.) з коренем «грив» значиться термін «грива». У відповідній статті розповідається про застосування його і похідних у різних географічних назвах у багатьох областях Росії. Свою назву село і, відповідно станція отримала від урочища, в якому вона виникла і з часом трансформувалась у Гривно.

## Розклад
Проміжна станція на лінії Москва — Курськ. На станції зупиняються поїзди, які сполучають підмосковні міста. Також через станцію курсують електрички, які сполучають місто із Курським вокзалом Москви.